# Sèvres – Babylone (Paris metro)
Sèvres – Babylone är en tunnelbanestation i Paris metro för linje 10 och linje 12 i 6:e och 7:e arrondissementet. Stationen öppnades 1910 och är belägen under Boulevard Raspail. Stationen har fått sitt namn av Rue de Sèvres, som under medeltiden ledde till Sèvres, och Rue de Babylone, uppkallad efter Jean Duval (1597–1669), som var latinsk biskop av Babylon.

## Omgivningar
- Saint-Ignace
- Square Boucicaut
- Square des Missions-Étrangères
- Square Roger-Stéphane

## Bilder
| - Tunnelbanestationen Sevres – Babylone. - Saint-Ignace – interiören. - Square Boucicaut. |

| - Square des Missions-Étrangères. - Square Roger-Stéphane. |